# (331105) Giselher
(331105) Giselher est un astéroïde de la ceinture principale.

## Description
(331105) Giselher est un astéroïde de la ceinture principale. Il fut découvert le 13 décembre 2009 à Sonoita (IRO) par Rainer Kracht. Il présente une orbite caractérisée par un demi-grand axe de 2,34 UA, une excentricité de 0,13 et une inclinaison de 2,9° par rapport à l'écliptique.